# Борсалино (фильм)
«Борсалино» (фр. Borsalino) — гангстерский фильм Жака Дере с участием Алена Делона и Жана-Поля Бельмондо.
Съёмки проходили осенью 1969 года в Марселе.

## Сюжет
Действие фильма происходит в Марселе в 1930-х годах. Два хулигана — Франсуа Капелла (фр. François Capella) и Рок Сиффреди (фр. Roch Siffredi) пытаются контролировать нелегальный бизнес, в том числе проституцию. После короткой драки из-за проститутки они становятся верными друзьями.
Они выполняют несколько мелких поручений для одного из бандитских главарей, но скоро его уничтожают. Франсуа и Рок начинают работать самостоятельно и берут под свой контроль всю организованную преступность города. В финале Франсуа Капелла собирается оставить криминальную деятельность и уехать в Италию вместе со своей возлюбленной, но погибает, расстрелянный неизвестными гангстерами. Сиффреди подхватывает его на руки. Последнее, что Франсуа успевает ему сказать: «Вот видишь, Рок… Удачи не существует».

## В ролях
- Жан-Поль Бельмондо — Франсуа Капелла
- Ален Делон — Рок Сиффреди
- Катрин Рувель — Лола
- Мишель Буке — месье Ринальди
- Франсуаза Кристоф — Симона Эскаргель
- Корин Маршан — мадам Ринальди
- Николь Кальфан — Жинетт
- Жюльен Гийомар — Симон Боккас
- Марио Давид — Марио
- Даниэль Ивернель — комиссар Фанти
- Арнольдо Фоа — Марелло
- Андре Болле — Поли
- Денни Берри — Ноно
- Пьер Кулак — Спада
- Лора Адани — мать Рока Сиффреди
- Мирей Дарк — проститутка
- Элен Реми — Лидия
- Жак Лафай — австрийский боксер Ханс Петрус

## Награды и номинации
- Номинация на премию «Золотой глобус» в категории: Лучший иностранный фильм — «Франция, Италия».
- Номинация на премию «Золотой медведь» Берлинского кинофестиваля 1970 года.

## Факты
- В 1974 году было снято продолжение фильма — «Борсалино и компания». Поскольку герой Бельмондо погибает в финале первого фильма, в нём снимался один Ален Делон.
- Режиссёр Жак Дере регулярно снимал в своих фильмах обоих актёров: Алена Делона в лентах «Бассейн» (1969), «Потише, басы» (1971), «Борсалино и компания» (1974), «Полицейская история» (1975), «Троих надо убрать» (1980), «Плюшевый мишка» (1993), а Жана-Поля Бельмондо — в фильме «Вне закона» (1983).
- Сценарий к фильму был написан по книге Эжена Саккомано «Бандиты Марселя».
- При прокате в Германии фильм также имел и другое название — «Без принуждения» (нем. Die Losleger).
- У героев фильма были реальные прототипы — Поль Карбон и Франсуа Спирито, марсельские бандиты 1930-х годов.
- Известный итальянский порноактёр Рокко Сиффреди позаимствовал свой псевдоним у персонажа Алена Делона.
- Песня под названием «Борсалино» в 2006 году появилась в репертуаре российской группы «Земляне», на эту песню также был снят видеоклип[4].
- В эпизодической роли в фильме снялся бывший оасовец и налётчик Жак Лафай по прозвищу «Каркассонец». Они подружились с Делоном на съёмках. Позднее Лафай воевал в составе отряда наёмников Боба Денара в Бенине (1977) и на Коморских островах.